# Saint-Saturnin-lès-Avignon
Saint-Saturnin-lès-Avignon – miejscowość i gmina we Francji, w regionie Prowansja-Alpy-Lazurowe Wybrzeże, w departamencie Vaucluse.
Według danych na rok 1990 gminę zamieszkiwało 2941 osób, a gęstość zaludnienia wynosiła 471 osób/km² (wśród 963 gmin regionu Prowansja-Alpy-W. Lazurowe Saint-Saturnin-lès-Avignon plasuje się na 206. miejscu pod względem liczby ludności, natomiast pod względem powierzchni na miejscu 782.).

## Populacja

Populacja Saint-Saturnin-lès-Avignon w latach 1962–2008